# Libanesisch-portugiesische Beziehungen
Die libanesisch-portugiesischen Beziehungen umfassen das zwischenstaatliche Verhältnis zwischen dem Libanon und Portugal. Die Länder unterhalten seit 1955 direkte diplomatische Beziehungen.
Ihre Beziehungen gelten als gut, jedoch noch wenig intensiv. Die bedeutendsten Verbindungsglieder bestehen in der gemeinsame Mitgliedschaft in EU-Foren der Europäischen Nachbarschaftspolitik, insbesondere die Euro-mediterrane Partnerschaft und die Union für den Mittelmeerraum, neben dem bilateralen Handel und einigen wenigen historischen Bezugspunkten. Auch über Kulturschaffende beider Länder oder Engagements portugiesischer NGOs in Krisenzeiten im Libanon (etwa die Einsätze der Assistência Médica Internacional) bestehen Verbindungen.
Im Jahr 2018 waren 440 libanesische Staatsbürger in Portugal gemeldet, davon mit 324 die meisten in der Region der Hauptstadt Lissabon. 2009 waren 51 Portugiesen konsularisch im Libanon registriert.

## Geschichte

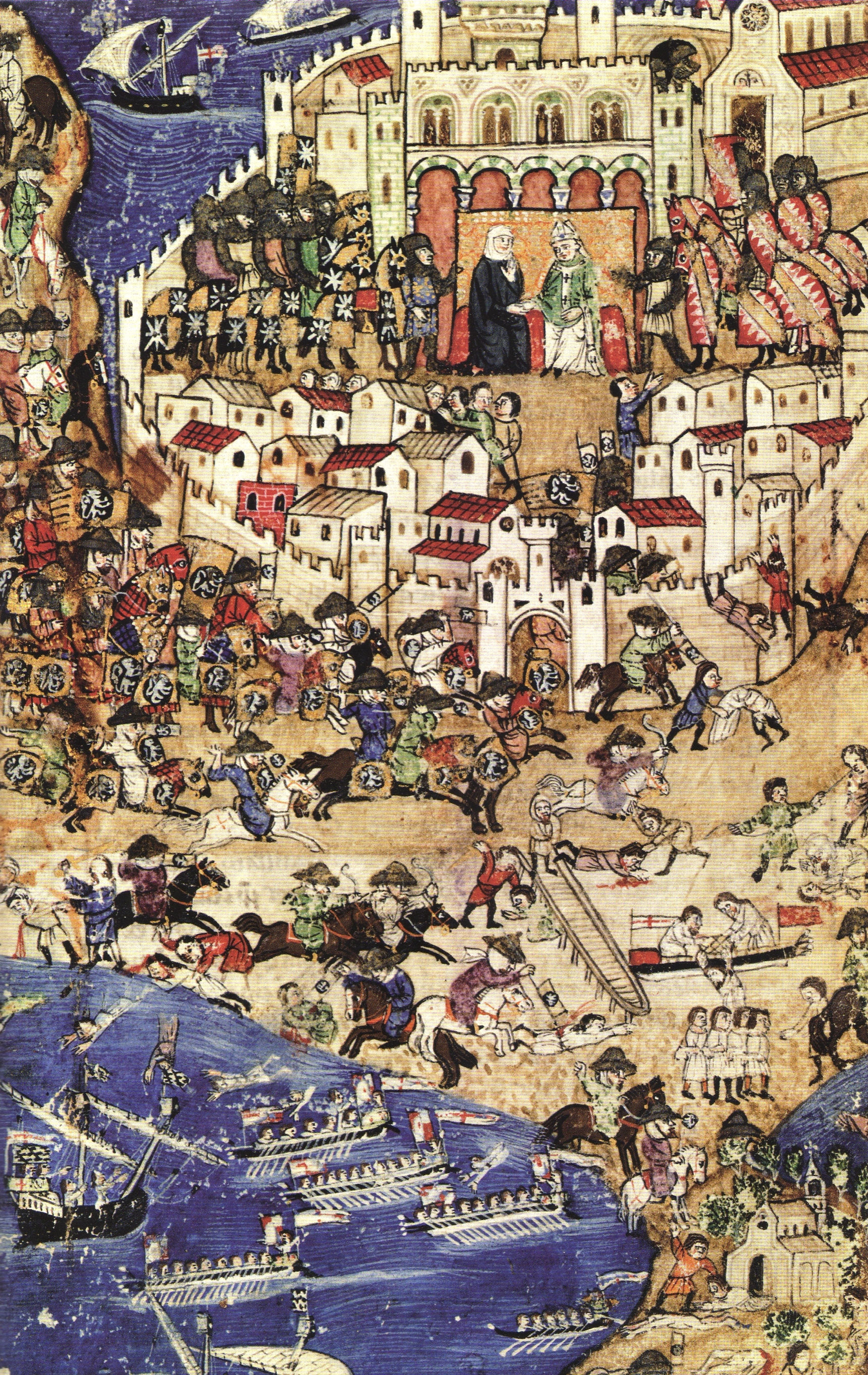
Arabische Belagerung der Kreuzfahrer in Tripoli: an den blutigen Kreuzzügen waren auch portugiesische Ritter beteiligt

Die aus dem heutigen Libanon stammenden Phönizier trieben Handel bis nach Portugal, wo sie auch eigene Niederlassungen unterhielten, bis hinauf nach Santa Olaia und noch weiter nördlich.
Das heutige Portugal wurde ab 206 v. Chr. Teil des Römischen Reiches, zu dem seit 63 v. Chr. auch der heutige Libanon gehörte. Sie blieben beide unter römischer Herrschaft, bis zum Untergang des Römischen Reiches im 5. Jh. Der Libanon war danach oströmisch, bis zur Schlacht am Jarmuk im August 636, in der muslimische Araber die Region eroberten. Ab 711 wurde auch Portugal von den Arabern erobert. Beide Gebiete gehörten danach zum Arabischen Reich, bis Portugal im Verlauf seiner Reconquista 1139 ein unabhängiges Königreich wurde.
Im Rahmen der Kreuzzüge kamen auch eine Vielzahl portugiesischer Ritter in den Nahen Osten. Insbesondere im Johanniter-Hospitaliterorden und späteren Malteserorden spielten Ritter aus Portugal eine bedeutende Rolle. Im heutigen Libanon lag mit der Grafschaft Tripolis einer der Kreuzfahrerstaaten, bis um 1291 die Kreuzfahrer endgültig aus dem heutigen Libanon vertrieben wurden. Damit verließen auch die letzten portugiesischen Ritter das Land.
Während das unabhängige Königreich Portugal seit dem 15. Jahrhundert sein eigenes Weltreich aufbaute, wurde der Libanon 1517 Teil des Osmanischen Reichs. Zwar sahen sich die portugiesischen Eroberer mit dem Beginn der Portugiesische Expansion teils weiter im Geiste der Kreuzzüge agieren, als Eroberer der Säulen des Herakles und damit des westlichen Endes des Mittelmeeres als Verlängerung des östlichen Mittelmeers und des heiligen Landes. Jedoch richtete die portugiesische Führung seine Aufmerksamkeit immer stärker auf den Handel und betrieb diesen mit Afrika und vor allem Asien, so dass es kaum zu direkten Berührungspunkten zwischen Portugal und dem heutigen Libanon kam.
Bis zum Ersten Weltkrieg blieb der Libanon osmanisch und kam danach unter französische Verwaltung, bis zu seiner formalen Unabhängigkeit 1943 und der folgenden Umsetzung der tatsächlichen Unabhängigkeit.
1955 gingen der Libanon und Portugal diplomatische Beziehungen ein, 1962 eröffnete Portugal eine eigene Botschaft in der libanesischen Hauptstadt Beirut. Im April 1957 akkreditierte sich als erster portugiesischer Botschafter im Libanon José de Bivar Brandeiro, Portugals Botschafter in Kairo.
Am 7. März 1974 wurden die Beziehungen unterbrochen, bevor sie am 2. August 1975 wieder aufgenommen wurden, nach der Nelkenrevolution 1974 und dem folgenden Sturz des autoritären Estado Novo-Regimes in Portugal.
Im Zusammenhang mit dem Libanonkrieg 2006 evakuierte die Portugiesische Luftwaffe portugiesische Staatsbürger aus dem Libanon. Im Anschluss war Portugal im Wiederaufbau im Libanon engagiert, insbesondere portugiesisches Militär, dass sowohl in der militärischen Ausbildung als auch im zivilen Wiederaufbau von Straßen und Brücken tätig war. Im Mai 2007 brachen 141 Angehörige einer portugiesischen Pioniereinheit in den Libanon auf, wo sie ein erstes portugiesisches Kontingent ablösten.

## Diplomatie
Der Libanon führt keine eigene Botschaft in Portugal, zuständig ist der libanesische Botschafter in der italienischen Hauptstadt Rom. In der nordportugiesischen Stadt Porto unterhält der Libanon ein Honorarkonsulat.
Portugal hat ebenfalls keine eigene Botschaft im Libanon, das Land gehört zum Amtsbezirk des portugiesischen Botschafters in Zypern. In der libanesischen Hauptstadt Beirut ist ein portugiesisches Honorarkonsulat eingerichtet.

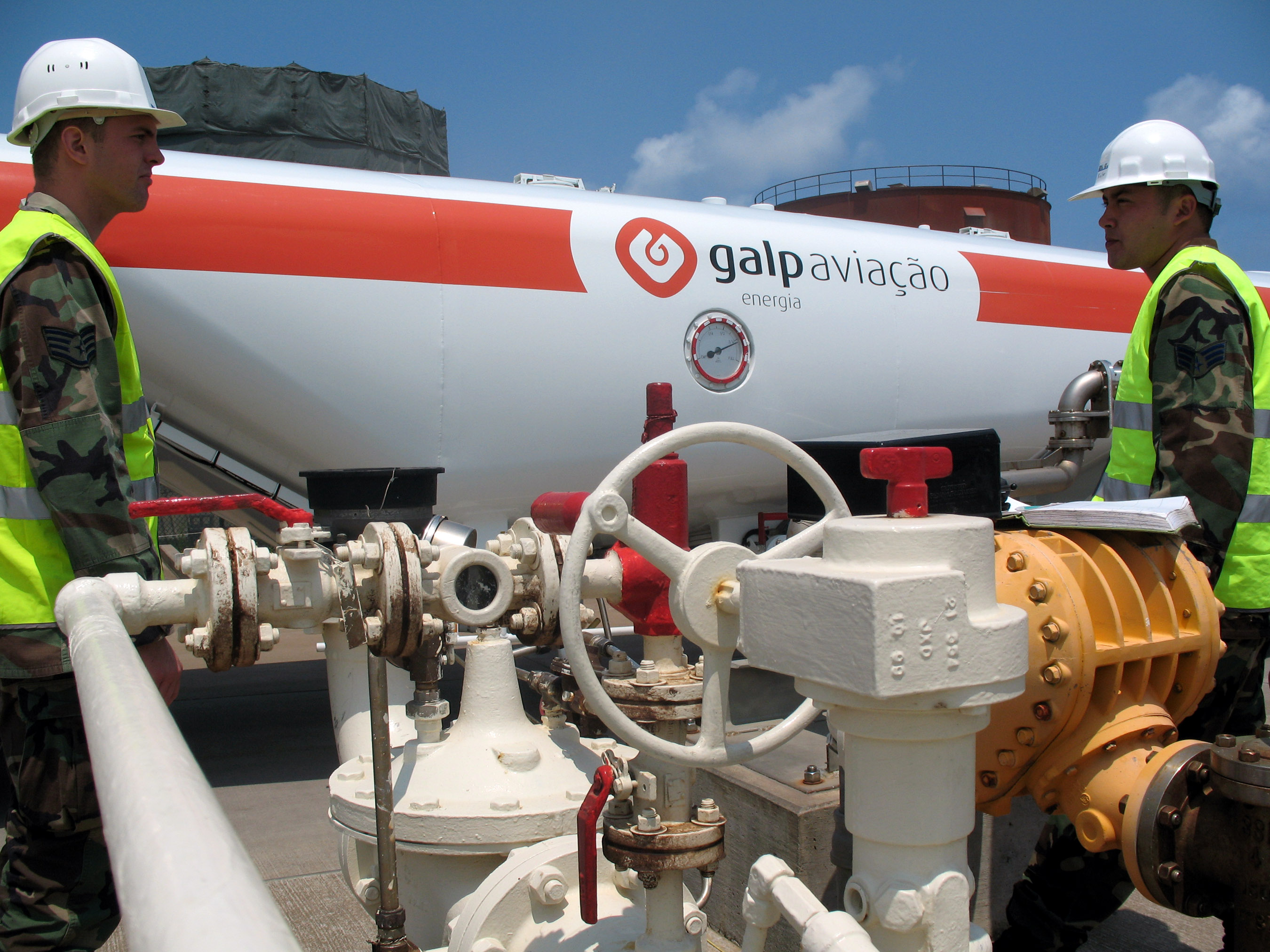
Tankwagen der portugiesischen Galp an der Lajes Air Base: Treibstoffe und andere Öl-Erzeugnisse sind das wichtigste Einzel-Exportgut Portugals in den Libanon, von wo Tierische Fette als wichtigste Einzel-Exportgüter nach Portugal gehen.

## Wirtschaft
Der bilaterale Handel ist noch vergleichsweise gering, jedoch im steten Wachstum begriffen. Im Jahr 2017 belief sich das Handelsvolumen zwischen dem Libanon und Portugal auf 103,826 Mio. Euro (2013: 32,487 Mio.), mit einem Handelsbilanzüberschuss zu Gunsten Portugals von 85,205 Mio. Euro (2013: 31,234 Mio.). Damit stand der Libanon im portugiesischen Außenhandel an 48. Stelle als Abnehmer und an 102. Stelle als Lieferant, während Portugal im libanesischen Außenhandel damit an 53. Stelle als Abnehmer und an 40. Stelle als Lieferant stand. 398 portugiesische Unternehmen waren 2016 im Export in den Libanon tätig (2013: 302).
Im Jahr 2017 exportierte Portugal Waren im Wert von 94,516 Mio. Euro in den Libanon (2016: 47,524 Mio. 2015: 39,777 Mio.; 2014: 33,440 Mio.; 2013: 31,861 Mio.), davon waren 51,6 % Kraftstoffe und Ölprodukte, 12,0 % Minerale und Erze, 7,4 % Papier und Zellulose, 4,9 % Maschinen und Geräte, und 3,4 % Kunststoffe und Gummi.
Im gleichen Zeitraum lieferte der Libanon Waren im Wert von 9,310 Mio. Euro an Portugal (2016: 7,604 Mio., 2015: 3,773 Mio.; 2014: 1,735 Mio.; 2013: 0,626 Mio.), davon 44,1 % Häute und Leder, 40,2 % landwirtschaftliche Erzeugnisse, 8,6 % Metallwaren, 3,8 % Kunststoffe und Gummi, und 1,5 % chemisch-pharmazeutische Produkte.
Die portugiesische Außenhandelskammer AICEP unterhält kein eigenes Kontaktbüro im Libanon, sie betreut den Libanon von ihrem Büro in Zypern aus.